# Mohamed Husseini
Mohamed Husseini (ur. 1 listopada 1996 w Dar es Salaam) – tanzański piłkarz grający na pozycji środkowego obrońcy. Od 2014 jest zawodnikiem klubu Simba SC.

## Kariera klubowa
Swoją karierę piłkarską Husseini rozpoczął w klubie Kagera Sugar FC. W 2013 roku zadebiutował w nim w tanzańskiej pierwszej lidze. W 2014 roku przeszedł do Simba SC. W sezonach 2017/2018, 2018/2019, 2019/2020 i 2020/2021 wywalczył z nim cztery mistrzostwa Tanzanii, a w sezonach 2016/2017 i 2021/2022 - dwa wicemistrzostwa. Zdobył też dwa Puchary Tanzanii w sezonach 2016/2017 i 2019/2020.

## Kariera reprezentacyjna
W reprezentacji Tanzanii Husseini zadebiutował 7 czerwca 2015 roku w przegranym 0:2 towarzyskim meczu z Rwandą, rozegranym w Kigali. W 2019 roku powołano go do kadry na Puchar Narodów Afryki 2019. Zagrał w nim w jednym meczu grupowym, z Algierią (0:3).